# Eugnathostomata
Clade
Les Eugnathostomata (ou Eugnathostomes) sont un clade intermédiaire de vertébrés à mâchoire rassemblant tous les gnathostomes à l'exception des placodermes. On y trouve les acanthodiens, les chondrichthyens et les ostéichthyens (tétrapodes inclus). Le plus basal d'entre eux est le genre Lupopsyrus.

## Phylogénie
- Eugnathostomata[1]
  - † Acanthodii
  - Chondrichthyes (poissons cartilagineux)
    - Elasmobranchii (requins et raies)
    - Holocephali (chimères)

  - Osteichthyes / Euteleostomi (poissons osseux)
    - Actinopterygii (poissons à nageoires rayonnées)
    - Sarcopterygii (poissons à nageoires charnues)
      - Tetrapoda (tétrapodes)